# The Carnival Is Over
"The Carnival Is Over" is een nummer van de Australische band The Seekers. Het verscheen in 1965 als losstaande single.

## Achtergrond
"The Carnival Is Over" is geschreven en geproduceerd door Tom Springfield. Het is de derde hitsingle die Springfield voor de groep schreef, na "I'll Never Find Another You" en "A World of Our Own". Het is gebaseerd op het Russische gedicht "Volga, Volga mat' rodnaya" over de Kozakkenleider Stenka Razin, dat in 1883 werd geschreven door de poëet en etnograaf Dmitri Sadovnikov en in de jaren 1890 populariteit vergaarde in Rusland. De tekst van dit gedicht werd gezongen op een populaire Russische volksmelodie, waarvan de schrijver onbekend is. Het gedicht, dat zich afspeelt tijdens de Russische volksopstand van 1670-1671, vertelt over hoe Razin een gevangene, een Perzische prinses met wie hij kort daarvoor is getrouwd, heeft gedood. Razin gooit de prinses in de Wolga als reactie op zijn komraden, die vinden dat hij gevoeliger is geworden nadat hij slechts een avond met een vrouw heeft doorgebracht. "The Carnival Is Over" is niet het eerste lied dat geschreven is op de melodie van "Stenka Razin". In 1956 zette Pete Seeger zijn versie, genaamd "River of My Country", op de plaat. De tekst van dit nummer is geen vertaling van het Russische liedje, maar is een tekst die door Seeger zelf werd geschreven, alhoewel de rivier terugkeert in de tekst.
Tom Springfield leerde het liedje "Stenka Razin" kennen tijdens zijn nationale plicht in de jaren 1952-1954. Hij zat op de Joint Services School for Linguists, die bekendstond als "de Russische school", dat als doel had om dienstplichtigen bekend te laten maken met inlichtingstechnieken. Springfield zat in het Russische koor van de school, dat de Russische versie van het liedje zong als onderdeel van de opleiding. Springfield paste het nummer op twee belangrijke punten aan voor zijn versie. Ten eerste veranderde hij het liedje van een driekwarts- naar een vierkwartsmaat, en ten tweede voegde hij een refrein toe. Het idee voor de tekst kreeg hij toen hij begin 1965 op vakantie in Brazilië was en het carnaval in Rio de Janeiro aanschouwde. In zijn tekst maakte hij verwijzingen naar Pierrot en Colombina, twee personages uit de Italiaanse commedia dell'arte: wanneer de twee uit elkaar moeten gaan, is het carnaval voorbij.
"The Carnival Is Over" werd een grote hit voor The Seekers. In hun thuisland Australië werd het een nummer 1-hit. Ook in het Verenigd Koninkrijk, Ierland en Nieuw-Zeeland werd de hoogste positie in de hitlijsten bereikt, terwijl het ook in onder meer Noorwegen en Zuid-Afrika in de top 10 terechtkwam. In Nederland kwam de single tot respectievelijk de achtste en vijfde plaats in de Top 40 en de Parool Top 20. Het nummer werd in 1982 gecoverd door Boney M. als de eerste nieuwe single nadat Bobby Farrell de groep had verlaten. Producer Frank Farian en tekstschrijfster Catherine Courage voegden een nieuw couplet toe aan het nummer. Alhoewel de single in Zwitserland de elfde plaats behaalde, wordt het gezien als de eerste flop van de groep. In 1986 werd het nummer nogmaals gecoverd, ditmaal door Nick Cave & the Bad Seeds.

## Hitnoteringen
Alle hitnoteringen zijn gehaald door de versie van The Seekers.

### Nederlandse Top 40
| Hitnotering: 27-11-1965 t/m 19-03-1966 | Hitnotering: 27-11-1965 t/m 19-03-1966 | Hitnotering: 27-11-1965 t/m 19-03-1966 | Hitnotering: 27-11-1965 t/m 19-03-1966 | Hitnotering: 27-11-1965 t/m 19-03-1966 | Hitnotering: 27-11-1965 t/m 19-03-1966 | Hitnotering: 27-11-1965 t/m 19-03-1966 | Hitnotering: 27-11-1965 t/m 19-03-1966 | Hitnotering: 27-11-1965 t/m 19-03-1966 | Hitnotering: 27-11-1965 t/m 19-03-1966 | Hitnotering: 27-11-1965 t/m 19-03-1966 | Hitnotering: 27-11-1965 t/m 19-03-1966 | Hitnotering: 27-11-1965 t/m 19-03-1966 | Hitnotering: 27-11-1965 t/m 19-03-1966 | Hitnotering: 27-11-1965 t/m 19-03-1966 | Hitnotering: 27-11-1965 t/m 19-03-1966 | Hitnotering: 27-11-1965 t/m 19-03-1966 | Hitnotering: 27-11-1965 t/m 19-03-1966 | Hitnotering: 27-11-1965 t/m 19-03-1966 |
| Week                                   | 1                                      | 2                                      | 3                                      | 4                                      | 5                                      | 6                                      | 7                                      | 8                                      | 9                                      | 10                                     | 11                                     | 12                                     | 13                                     | 14                                     | 15                                     | 16                                     | 17                                     |                                        |
| -------------------------------------- | -------------------------------------- | -------------------------------------- | -------------------------------------- | -------------------------------------- | -------------------------------------- | -------------------------------------- | -------------------------------------- | -------------------------------------- | -------------------------------------- | -------------------------------------- | -------------------------------------- | -------------------------------------- | -------------------------------------- | -------------------------------------- | -------------------------------------- | -------------------------------------- | -------------------------------------- | -------------------------------------- |
| Nummer                                 | 37                                     | 26                                     | 20                                     | 16                                     | 14                                     | 12                                     | 12                                     | 13                                     | 11                                     | 8                                      | 11                                     | 12                                     | 16                                     | 26                                     | 33                                     | 33                                     | 36                                     | uit                                    |

### Parool Top 20
| Hitnotering: 18-12-1965 t/m 19-02-1966 | Hitnotering: 18-12-1965 t/m 19-02-1966 | Hitnotering: 18-12-1965 t/m 19-02-1966 | Hitnotering: 18-12-1965 t/m 19-02-1966 | Hitnotering: 18-12-1965 t/m 19-02-1966 | Hitnotering: 18-12-1965 t/m 19-02-1966 | Hitnotering: 18-12-1965 t/m 19-02-1966 | Hitnotering: 18-12-1965 t/m 19-02-1966 | Hitnotering: 18-12-1965 t/m 19-02-1966 | Hitnotering: 18-12-1965 t/m 19-02-1966 | Hitnotering: 18-12-1965 t/m 19-02-1966 | Hitnotering: 18-12-1965 t/m 19-02-1966 |
| Week                                   | 1                                      | 2                                      | 3                                      | 4                                      | 5                                      | 6                                      | 7                                      | 8                                      | 9                                      | 10                                     |                                        |
| -------------------------------------- | -------------------------------------- | -------------------------------------- | -------------------------------------- | -------------------------------------- | -------------------------------------- | -------------------------------------- | -------------------------------------- | -------------------------------------- | -------------------------------------- | -------------------------------------- | -------------------------------------- |
| Nummer                                 | 11                                     | 10                                     | 5                                      | 7                                      | 13                                     | 15                                     | 16                                     | 9                                      | 10                                     | 16                                     | uit                                    |

### NPO Radio 2 Top 2000
| Nummer met noteringen in de NPO Radio 2 Top 2000 | '99  | '00-'01 | '02  | '03  | '04  | '05  | '06  | '07  | '08  | '09  |
| ------------------------------------------------ | ---- | ------- | ---- | ---- | ---- | ---- | ---- | ---- | ---- | ---- |
| The Carnival Is Over                             | 1383 | -       | 1241 | 1546 | 1570 | 1805 | 1783 | 1621 | 1671 | 1912 |

1. ↑  Een '-' betekent dat het nummer niet was genoteerd en een vetgedrukt getal geeft de hoogste notering aan.
2. ↑  Deze tabel is bijgewerkt tot en met de laatste editie (2024).